# Radiumflickor

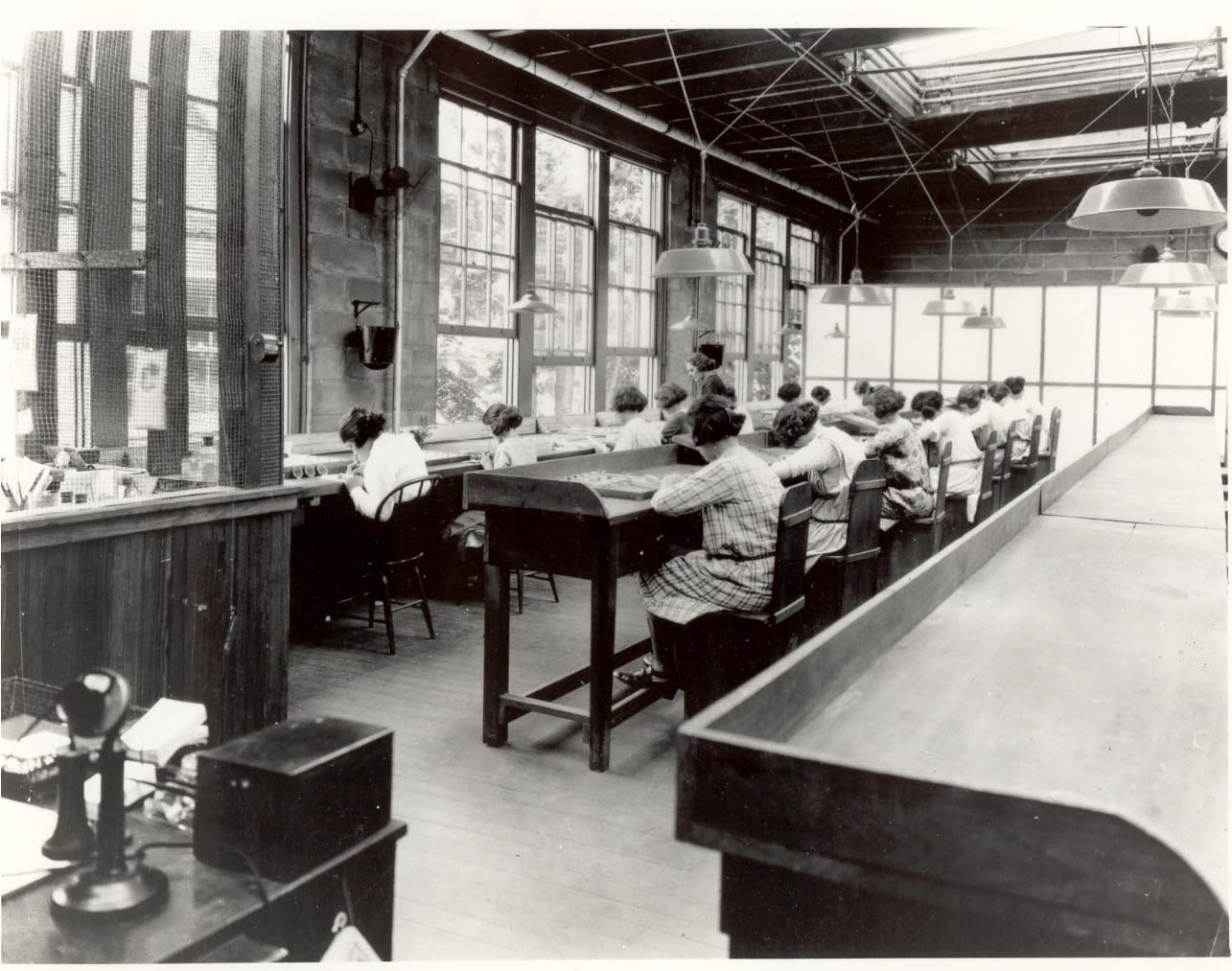
Boettmålande fabriksarbetare

Radiumflickor var kvinnliga fabriksarbetare som insjuknade i strålsjuka efter att ha målat urtavlor med självlysande färg i United States Radiums fabrik i Orange, New Jersey, runt 1917. Kvinnorna, som hade försäkrats att färgen var oskadlig, fick i sig dödliga mängder radium när de slickade sina penslar för att ge dem en fin spets; några målade även fingernaglarna och tänderna med det självlysande ämnet.
Fem av kvinnorna drev en rättsprocess mot arbetsgivaren. Rättsfallet etablerade i USA enskilda arbetstagares rättighet att stämma sina arbetsgivare om de ådrar sig en arbetsskada.

## United States Radium Corporation

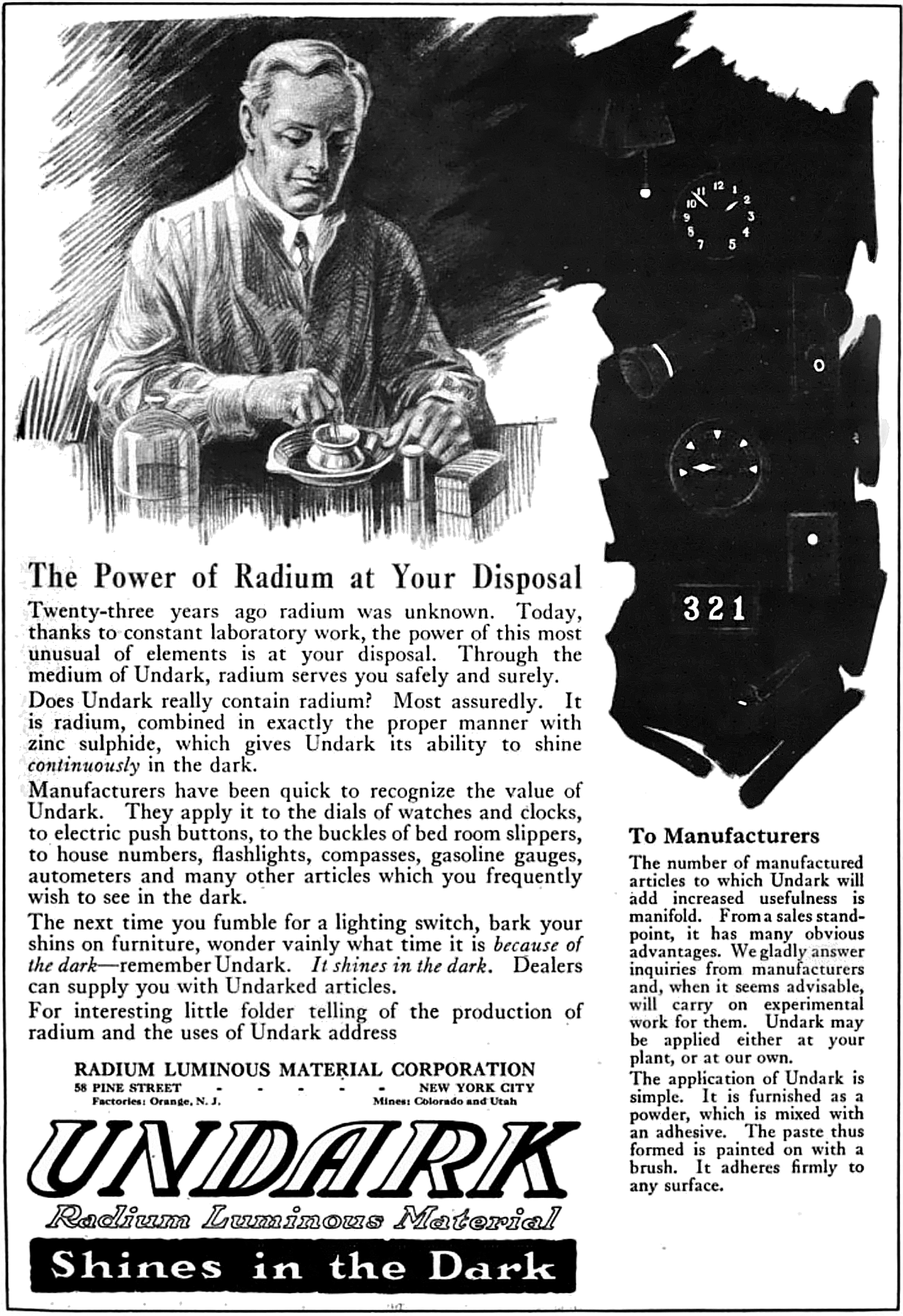
Reklam för Undark 1921

Under åren 1917 till 1926 var U.S. Radium Corporation, ursprungligen kallat Radium Luminous Material Corporation, inblandat i utvinningen och förädlingen av radium från carnotitmalm för att framställa självlysande färger, som marknadsfördes under varumärket 'Undark'.  I egenskap av leverantör till USA:s försvarsindustri var U.S. Radium en ledande leverantör av radioluminescerande armbandsklockor till militären.  Fabriken i Illinois hade fler än hundra anställda, främst kvinnor, för att måla radium-belysta urtavlor och instrument, och företagsledningen vilseledde dem att arbetet var ofarligt.

### Bestrålning
U.S. Radium Corporation anställde ungefär 70 kvinnor för att utföra diverse arbetsuppgifter, bland annat hanteringen av radium. Ägarna och anställda forskare som var bekanta med radiums effekter undvek själva noga att utsätta sig för ämnet; fabrikskemisterna använde blyskärmar, masker och tänger. US Radium hade till och med utgivit medicinsk litteratur där de beskrev radiumets “skadliga effekter”.
Det uppskattas att cirka 4 000 arbetare anställdes av företag i USA och Kanada för att måla urtavlor med radium.
De blandade lim, vatten och radiumpulver, och använde sedan kamelhårspenslar för att måla den glödande färgen på urtavlorna.  Dåtidens ackordbetalning, om man lyckats måla 250 urtavlor om dagen, var ungefär en och en halv penny per urtavla. Penslarna började spreta efter ett fåtal penseldrag; U.S. Radium uppmuntrade de anställda att spetsa till penslarna med sina läppar eller tungorna. På skoj målade Radiumflickorna naglarna, tänderna och ansiktet med den dödliga färgen.  Många av arbetarna insjuknade. Det är okänt hur många som avled som följd av bestrålningen.

### Strålningssjuka
Många av kvinnorna började senare lida av anemi, benbrott och nekros i käkarna, ett tillstånd som idag kallas radiumkäke. Det tros att röntgenapparaterna som användes av de medicinska utredarna kan ha bidragit till några av de insjuknade arbetarnas dåliga hälsa genom att utsätta dem för ytterligare strålning. Det visade sig att åtminstone en av utredningarna var en list, del av en desinformationskampanj som startades av företaget. U.S. Radium och andra urtavelföretag avvisade påståenden att de insjuknade arbetarna led från strålningen från radiumet. Efter någon tid gick läkare, tandläkare och andra forskare med på uppmaningar från företagen att inte publicera sina rön.  Efter påtryckningar från företagen, skylldes arbetarnas död av medicinska fackmän på andra orsaker; syfilis, en på den tiden ökänd könssjukdom, åberopades ofta i försök att smutskasta kvinnornas rykten.

## Betydelse

### Rättslig process
Berättelsen om arbetarnas missförhållanden står i kontrast mot de flesta liknande fall därför att den påföljande rättsprocessen uppmärksammades stort av medierna. Fabriksarbetaren Grace Fryer bestämde sig för att stämma arbetsgivare, men det tog henne två år att hitta en advokat som var villig att ta sig an U.S. Radium.  Sammanlagt fem fabriksarbetare - Grace Fryer, Edna Hussman, Katherine Schaub, och systrarna Quinta McDonald och Albina Larice - de så kallade Radiumflickorna, var kärande i processen.  Processen och mediesensationen kring processen etablerade prejudikat och sporrade införandet av lagstiftning gällande arbetsmiljöstandarder.

### Historisk effekt
Berättelsen om Radiumflickorna har en betydelsefull plats i både hälsofysikens och arbetarrörelsens historia i USA. Rätten för arbetare att stämma arbetsgivare för skapande av ohälsa har sin grund i denna rättsprocess. Förhållandena på arbetsplatserna kom också att förbättras under de kommande årtiondena, som en följd av utslaget.
Målet nådde förlikning hösten 1928 och resulterade i att varje “radiumflicka” fick 10.000 US$ i ett engångsbelopp och en årlig ersättning på 600 US$ under återstoden av sitt liv. Alla kostnader kring läkarvård betalades också av företaget.
Processen och den publicitet den väckte bidrog också starkt till hur samhället kom att se på yrkesskador och arbetsrätt.
I fortsättningen fick de anställda som målade med radium säkerhetsinstruktioner och försågs med skyddsutrustning. Radiumfärg fortsatte att användas för urtavlor fram till 1960-talet.

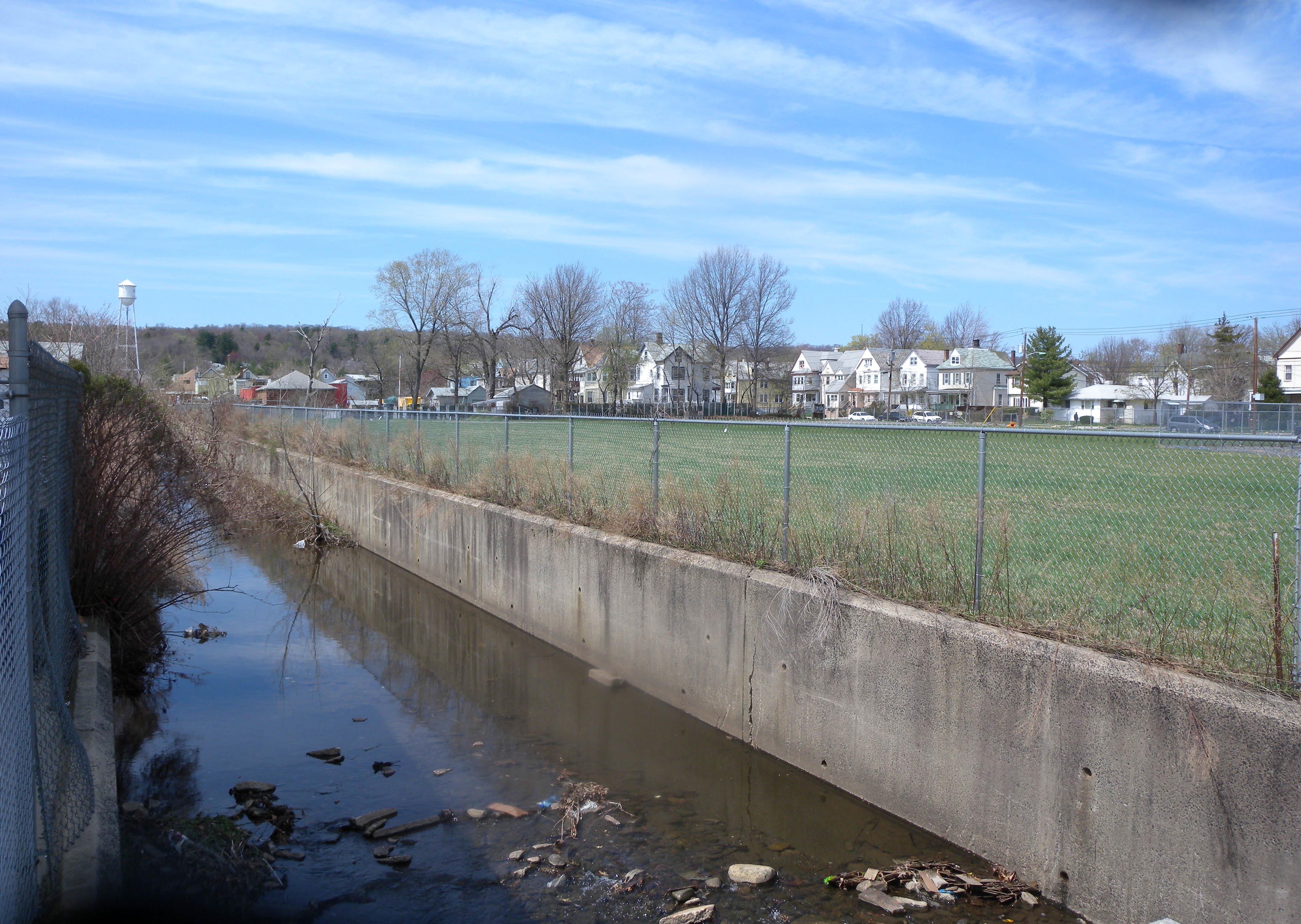
Ett tidigare fabriksområde.